# ケン・ウォートン
ケン・ウォートン（Ken Wharton 、1916年3月21日 - 1957年1月12日）は、イングランド出身の元レーシングドライバー。F1のみならずラリーや耐久レース、スポーツカーレースなど幅広く活躍したドライバーでもあった。

## 略歴

### F1
F1へは1952年スイスGPにフレイザーナッシュから参戦、同グランプリで4位入賞を記録している。彼自身にとってこれが最初で最後の入賞となった。同年最終戦からは名門クーパーに移籍するが、1953年とあわせて完走3回のみと振るわなかった。
1954年はマセラティから参戦。5戦中完走3回という記録を残す。（なお、ドイツGPは予選中に同僚のオノフレ・マリモンが事故死し、ルイジ・ヴィッロレージともども出走しなかった。）1955年からはバンウォールから2戦出場、祖国イギリスGPで9位完走を果たした。
完走すれば必ずシングルフィニッシュで、アクシデントによるリタイアもたった一回だったが、1956年はF1には顔を出さなかった。

### そのほかの活動
F1に参戦しながらもラリーや耐久レース、スポーツカーレースにも出走し、1954年7月4日のランス12時間耐久レースではピーター・ホワイトヘッドとジャガー・Dタイプを駆け、優勝。また、1951年から1954年にかけてBHCC（英国ヒルクライム選手権）でチャンピオンを獲得した。なおBHCCで4回連続チャンピオンになったドライバーは後にも先にもウォートンただ一人である。1954年から1956年まではBST（英国スピードトライアル）でもチャンピオンとなった。

### 事故死
1957年1月12日、ニュージーランドで行われたスポーツカーレースにフェラーリ・750モンツァスパイダー・スカグリエッティで参戦したが、走行中にマシンが横転し事故死した。40歳だった。

## レース戦績

### F1
| 年     | 所属チーム                     | シャシー | 1     | 2   | 3       | 4       | 5       | 6       | 7       | 8     | 9      | WDC       | ポイント |
| ------ | ------------------------------ | -------- | ----- | --- | ------- | ------- | ------- | ------- | ------- | ----- | ------ | --------- | -------- |
| 1952年 | フレイザー・ナッシュ／フラネラ | FN48     | SUI 4 | 500 | BEL Ret | FRA     | GBR     | GER     |         |       |        | 13位      | 3        |
| 1952年 | フレイザー・ナッシュ／フラネラ | 421      |       |     |         |         |         |         | NED Ret |       |        | 13位      | 3        |
| 1952年 | クーパー／フラネラ             | T20      |       |     |         |         |         |         |         | ITA 9 |        | 13位      | 3        |
| 1953年 | クーパー／ケン・ウォートン     | T23      | ARG   | 500 | NED Ret | BEL     | FRA Ret | GBR 8   | GER     | SUI 7 | ITA NC | NC (26位) | 0        |
| 1954年 | マセラティ／オーウェン         | 250F     | ARG   | 500 | BEL     | FRA Ret | GBR 8   | GER DNS | SUI 6   | ITA   | ESP 8  | NC (28位) | 0        |
| 1955年 | ヴァンダーヴェル               | VW 55    | ARG   | MON | 500     | BEL     | NED     | GBR 9   | ITA Ret |       |        | NC (37位) | 0        |

### ル・マン24時間レース
| 年     | チーム                                   | コ・ドライバー           | 使用車両                                        | クラス | 周回 | 総合順位 | クラス順位 |
| ------ | ---------------------------------------- | ------------------------ | ----------------------------------------------- | ------ | ---- | -------- | ---------- |
| 1953年 | オートモビルズ フレイザー・ナッシュ Ltd. | ローレンス・ミッチェル   | フレイザー・ナッシュ ル・マン ツーリング クーペ | S 2.0  | 253  | 13位     | 1位        |
| 1954年 | ジャガー カーズ Ltd.                     | ピーター・ホワイトヘッド | ジャガー・Dタイプ                               | S 5.0  | 131  | DNF      | DNF        |
| 1956年 | ジャガー カーズ Ltd.                     | ジャック・フェアマン     | ジャガー・Dタイプ                               | S 5.0  | 3    | DNF      | DNF        |